# Katrine Wiedemann
Katrine Wiedemann, född 11 februari 1969 i Köpenhamn, är en dansk teater- och filmregissör.

## Biografi
Katrine Wiedemann är autodidakt och debuterade som redan mogen regissör 1992 med Henrik Ibsens Peer Gynt på Teater Får302 i Köpenhamn. Hon står bakom ett antal succéer. I Danmark har hon bland annat regisserat på Betty Nansen Teatret, Østre Gasværk Teater, Kaleidoskop och Det Kongelige Teater, alla i Köpenhamn. Hon har framförallt satt upp klassiker som ofta är starkt nerstrukna. Hennes regi är kraftfullt bildmässig med uppseendeväckande enkla lösningar. Hon växlar gärna i format från det intima till det storslagna. 2002 samarbetade hon med Cirkus Cirkör när hon regisserade William Shakespeares Romeo och Julia på Dramaten och även i andra uppsättningar har hon använt inslag av nycirkus. Vid sidan av klassikerna har hon regisserat urpremiärerna på flera av Jokum Rohdes pjäser. År 2000 debuterade hon som filmregissör med Frun på Hamre med bland andra Nicolaj Kopernikus och tio år senare, 2012 återkom hon med Viceværten med Lars Mikkelsen i huvudrollen.

## Regi i Sverige
| År   | Produktion                                      | Upphovsmän                                                           | Teater                                                                               |
| ---- | ----------------------------------------------- | -------------------------------------------------------------------- | ------------------------------------------------------------------------------------ |
| 1996 | Maria Magdalena Maria Magdalene                 | Friedrich Hebbel                                                     | Malmö stadsteater                                                                    |
| 1997 | Den fremmede L'Étranger                         | Albert Camus                                                         | Hvidovre Teater Regi tillsammans med Kim Norrevig Gästspel på Stockholms stadsteater |
| 1999 | Till Damaskus                                   | August Strindberg                                                    | Göteborgs stadsteater                                                                |
| 2002 | Romeo och Julia The Tragedy of Romeo and Juliet | William Shakespeare Översättning Göran O. Eriksson                   | Dramaten/ Cirkus Cirkör                                                              |
| 2009 | Hamlet                                          | William Shakespeare Översättning Britt G. Hallqvist                  | Stockholms stadsteater                                                               |
| 2012 | Peer Gynt                                       | Henrik Ibsen Översättning Lars Forssell                              | Stockholms stadsteater                                                               |
| 2014 | Kameliadamen La Dame aux camélias               | Alexandre Dumas d.y. Översättning Sofi Meijling                      | Kulturhuset Stadsteatern                                                             |
| 2024 | Pinocchio                                       | Carlo Collodi Dramatisering Peter Dupont Weiss och Katrine Wiedemann | Göteborgs stadsteater                                                                |